# Жалтыр (озеро, Григорьевский сельский округ)
Жалтыр (каз. Жалтыр) — озеро в Григорьевском сельском округе Аккайынского района Северо-Казахстанской области Казахстана. Находится в 9 км к северу от села Смирново и в 5 км к западу от села Григорьевка.
По данным топографической съёмки 1940-х годов, площадь поверхности озера составляет 3,64 км². Наибольшая длина озера — 2,1 км, наибольшая ширина — 1,9 км. Длина береговой линии составляет 8 км, развитие береговой линии — 1,17. Озеро расположено на высоте 133,1 м над уровнем моря.